# Чудо без чудес
«Чудо без чудес» — советский рисованный мультипликационный фильм Владимира Полковникова, созданный на киностудии «Союзмультфильм» в 1973 году.
Снят по заказу Главного управления Госстраха РСФСР.

## Сюжет
В одной квартире постоянно происходят всевозможные бытовые бедствия. То у соседа сверху прорвало трубу и всё залито водой, то случается пожар и т. д. Но, к счастью всё восстанавливается… Ведь чудес не бывает: на помощь приходит Госстрах.
Фильм в доходчивой форме пропагандирует среди населения добровольное страхование домашнего имущества на случай гибели его от всевозможных бедствий.

## Создатели
- Режиссёр: Владимир Полковников
- Сценарист: Владлен Куксов
- Художник-постановщик: Александр Винокуров
- Композитор: Михаил Меерович
- Оператор: Михаил Друян
- Звукооператор: Борис Фильчиков
- Редактор: П. Фролов
- Консультант: А. Голиков
- Директор: Ф. Иванов